# Futur3
Das freie Theaterkollektiv Futur3 wurde 2003 von den Schauspielern André Erlen, Stefan H. Kraft und Klaus Maria Zehe in Köln gegründet. Darüber hinaus sind die Musikerin Mariana Sadovska und der Autor und Dramaturg Klaus Fehling an fast allen Produktionen der Gruppe beteiligt.
Die Stücke werden oft in Improvisationen aus dokumentarischem Material und autobiografischen Elementen der Beteiligten für die Spielorte im öffentlichen Raum entwickelt. Autoren werden durch die Vergabe von Schreibaufträgen in die Arbeit (und in das Ensemble) integriert.
Futur3 ist Gründungsmitglied des Freihandelszone Ensemblenetzwerk Köln und hat durch verschiedene Festivalteilnahmen und Kooperationen im In- und Ausland eine überregionale Bedeutung erlangt. Die Uraufführung des Stücks Raumung in der Stadt von Claudia Klischat war 2006 für den Preis des Festivals Theaterzwang – Festival freier Theater NRW – nominiert. Die Produktion Vater.Mutter.Hund. (2007) war zum Theaterzwang-Festival 2008 eingeladen und erhielt ebenso wie die Produktionen Eine Nacht in Afghanistan (2010) und Petersberg 1 Nominierungen für den Kölner Tanz- und Theaterpreis. Letztere wurde 2010 sowohl mit dem Kölner Theaterpreis und dem Kurt-Hackenberg-Preis für politisches Theater ausgezeichnet.
Futur3 erhielt 2016 den mit 10.000 Euro dotierten 27. Kölner Tanz- und Theaterpreis für sein dreiteiliges Projekt Der unbekannte Nachbar, das den anonymen Tod in den Metropolen thematisiert.
Beim Kölner Kulturpreis 2022 hatte die Jury wegen des Krieges in der Ukraine einen Sonderpreis „Initiative Ukraine“ ausgelobt, den  Futur3 für ihr Projekt „Art against War“ und ihren Einsatz für die Kunstszene der Ukraine und ukrainische Kunstschaffende verliehen bekamen.

## Produktionen
- 2004: CITYBEATS VOL. 1, Sieben Theaterminiaturen an verschiedenen Orten der Stadt Köln.
- 2005: CITYBEATS VOL. 2, Drei Uraufführungen:
  - Gerichtet in der Stadt von Klaus Fehling. (Regie: Marcel Keller)
  - Alt in der Stadt von Sabine Schiffner.
  - Raumung in der Stadt von Claudia Klischat.
- 2006: Der Duft, das Geld und die Stadt, in Kooperation mit den Bühnen der Stadt Köln.
- 2007: Vater.Mutter.Hund, in Kooperation mit dem Max-Planck-Institut für Gesellschaftsforschung, Köln. (Regie: Hiltrud Kissel)
- 2008: Im Keller der Erinnerung, in Zusammenarbeit mit 14 Kölner Archiven im Historischen Archiv des Erzbistums Köln.
- 2008: Kellerleichen, Köln.
- 2008: Masterplan, Kulturprogramm zur Präsentation des architektonischen Masterplans für Köln.
- 2009: Was interessiert mich mein Geschwätz von gestern?, Köln.
- 2010: Petersberg 1 – Ein Verhandlungssache über das Land, das Meer, die Heiligtümer und den Wunsch nach Frieden, Köln.
- 2010: Eine Nacht in Afghanistan, Köln.